# Choctaw (Oklahoma)
Choctaw is een plaats (city) in de Amerikaanse staat Oklahoma, en valt bestuurlijk gezien onder Oklahoma County.

## Demografie
Bij de volkstelling in 2000 werd het aantal inwoners vastgesteld op 9377.
In 2006 is het aantal inwoners door het United States Census Bureau geschat op 10.803, een stijging van 1426 (15,2%).

## Geografie
Volgens het United States Census Bureau beslaat de plaats een oppervlakte van
70,2 km², waarvan 70,1 km² land en 0,1 km² water. Choctaw ligt op ongeveer 368 m boven zeeniveau.

## Plaatsen in de nabije omgeving
De onderstaande figuur toont nabijgelegen plaatsen in een straal van 12 km rond Choctaw.